# Teufel in Blond
Teufel in Blond (Originaltitel: Bad Blonde) ist ein britisch-US-amerikanischer Kriminalfilm aus dem Jahr 1953 von Reginald Le Borg mit Barbara Payton und Frederick Valk in den Hauptrollen. Das Drehbuch des Film noir basiert auf dem Roman The Flanagan Boy von Max Catto.

## Handlung
Bei einem Jahrmarktsboxen in England springt der gutaussehende Amateurboxer Johnny Flanagan aus dem Publikum in den Ring, um einen der Profis herauszufordern. Nachdem Johnny den Kampf mühelos gewinnt, holen er und sein Trainer Charlie Sullivan seine Gewinne beim Boxmanager Sharkey, ein alter Freund Sullivans, ab. Sharkey erklärt sich bereit, Johnny bei der Suche nach einer professionellen Vertretung zu helfen, und stellt ihn Giuseppe Vecchi vor, einem bekannten Promoter in London. Der Italiener Giuseppe empfängt die drei Männer herzlich, obwohl seine schöne amerikanische Frau Lorna Johnny nicht mag und ihn beleidigt. Später schwört Johnny Sharkey, dass er „dieser Dame etwas zeigen“ wird. 
Als Johnny einen weiteren Jahrmarktsboxkampf an diesem Abend gewinnt, stimmt Giuseppe einer Partnerschaft zu und lädt die gesamte Gruppe zum Training auf sein Anwesen in Stratford-upon-Avon ein. Dort trainieren Johnny, Sharkey und Charlie in einer Scheune und joggen um den kleinen See, während Giuseppe angelt und sich entspannt. Giuseppe fördert eine familiäre Atmosphäre und ist verwirrt über die Feindseligkeit zwischen Lorna und Johnny, da er die sexuelle Spannung zwischen ihnen nicht bemerkt. In der Hoffnung, die Situation zu entschärfen, veranstaltet Giuseppe eine Geburtstagsfeier für Lorna in einem Nachtclub und besteht darauf, dass sie und Johnny zusammen tanzen. Lorna zieht Johnny beim Tanzen an sich und sie schließen einen Waffenstillstand. Später in der Nacht, nachdem Giuseppe betrunken eingeschlafen ist, sieht Sharkey Lorna und Johnny sich küssen. Johnnys Ausbildung leidet unter der darauf folgenden Romanze zwischen ihm und Lorna. 
Nachdem Johnny wegen seines schlechten Gewissens bald mit Lorna Schluss macht, versucht sie, sich einem herannahenden Zug in den Weg zu werfen, anstatt den Rest ihres Lebens mit einem Mann zu verbringen, den sie verabscheut. Johnny rettet sie und am nächsten Morgen rät Sharkey Lorna, sich von Johnny fernzuhalten. Die Entourage macht sich ohne Lorna auf den Weg nach London, um sich auf ihren ersten großen Kampf vorzubereiten. Kurz vor dem Kampf erhält Johnny einen kurzen Anruf von Lorna, die ihm mitteilt, dass sie schwanger ist. Der Kampf beginnt gut, aber als Johnny Lorna mit Giuseppe am Ring sitzen sieht, führt die Ablenkung dazu, dass er den Kampf verliert. Giuseppe ist zutiefst enttäuscht, aber da er noch nichts von der Affäre weiß, bietet er gutmütig an, die Gruppe weiterhin auf seinem Anwesen unterzubringen, bis sie andere Vorkehrungen treffen können. Bevor sie London verlassen, drängt Lorna Johnny, Giuseppe zu töten, aber er ist entsetzt über den Vorschlag. Obwohl Johnny anbietet, sie zu heiraten und zu unterstützen, weist die gierige ehemalige Tänzerin seine ernsthaften Absichten zurück. 
Als Lorna Sharkeys Pläne belauscht, Charlie und Johnny zu einem Jahrmarkt in Schottland mitzunehmen, verkündet sie Giuseppe ihre Schwangerschaft. Giuseppe ist begeistert von der Aussicht, Vater zu werden, und feiert, indem er sich betrinkt. Johnny stellt Lorna unter vier Augen zur Rede, die ihn erfolgreich davon überzeugt, Giuseppe zu töten, und bietet ihm ein Gift an, das sie in London besorgt hat. Am nächsten Tag gibt Johnny vor, eine Fahrradtour zu machen. Stattdessen schwimmt er in den See und ertränkt Giuseppe beim Angeln. Giuseppes italienische Familie, seine Mutter und seine Schwester Mrs. Corelli mit ihrem Ehemann, kommen zur Beerdigung und geben an, dass sie Lorna gegenüber misstrauisch sind, aber die polizeiliche Untersuchung ergibt, dass der Tod ein Unfall war. Bevor Giuseppes Familie geht, verkündet die Mutter, dass sie Lornas vorgetäuschte Schwangerschaft durchschaut hat. Von Reue überwältigt, weigert sich Johnny, sein Zimmer zu verlassen, und stirbt, nachdem Lorna heimlich eine Schüssel Suppe vergiftet, die Sharkey ihm bringt. Sharkey findet das restliche Gift und nimmt an, dass Lorna ihn in den Selbstmord getrieben hat, also platzieren er und Charlie die Gifttabletten in ihrem Schlafzimmer und rufen die Polizei. Lorna wird wegen Mordes verhaftet und Sharkey und Charlie organisieren wieder Boxkämpfe auf Jahrmärkten.

## Hintergrund
Gedreht wurde der Film ab Mitte September 1953. Der Film wurde vollständig in England gedreht, u. a. in London Stratford-on-Avon und in den Bray Studios.
Jimmy Sangster arbeitete als Regieassistent, Henry Richardson als Schnittassistent. 

## Veröffentlichung
Die Premiere des Films fand am 10. April 1953 in den USA statt. Im Vereinigten Königreich erschien er im Juli 1953. In der Bundesrepublik Deutschland kam er am 7. Juli 1954 in die Kinos.

## Kritiken
Der Filmkritiken-Aggregator Rotten Tomatoes hat in einer Auswertung ein Publikumsergebnis von 14 Prozent positiver Bewertungen ermittelt.
Das Lexikon des internationalen Films schrieb: „Pure Kolportage, angereichert mit einigen nur mäßig spannenden Thriller-Elementen.“